# The Elements
The Elements è un brano musicale del 1959 del musicista e comico statunitense Tom Lehrer. Nella canzone, Lehrer canta i nomi degli elementi chimici conosciuti all'epoca, dall'Idrogeno (1) al Nobelio (102). The Elements è presente negli album Tom Lehrer in Concert, More of Tom Lehrer e An Evening Wasted with Tom Lehrer. La canzone è cantata sulle note di I Am the Very Model of a Modern Major-General di Gilbert e Sullivan, tratta dall'operetta The Pirates of Penzance.
Lehrer è stato docente di matematica ad Harvard, e la rima finale di "Harvard" con "discovered" vengono cantate parodiando l'accento di Boston, che è un non-rotico, in modo tale che le due parole rimino tra di loro. L'accompagnamento col piano è stato eseguito da Lehrer stesso mentre cantava.
Su alcune delle registrazioni dal vivo, Lehrer si ferma tra alcune strofe a parla col pubblico, dicendo cose tipo "Spero che tu stia prendendo appunti, perché tra poco ci sarà un breve quiz!".
Lehrer ha preso ispirazione per la canzone The Elements dalla canzone Tchaikovsky, scritto da Ira Gershwin, che elencava una cinquantina di compositori russi in un modo simile.

## La canzone
L'ordine degli elementi nel testo della canzone non segue quello della tavola periodica, ma si adatta alla metrica, e include molte allitterazioni, come si può vedere nei versi di apertura e chiusura:
There's antimony, arsenic, aluminum, selenium,

And hydrogen and oxygen and nitrogen and rhenium,

...  

And argon, krypton, neon, radon, xenon, zinc, and rhodium,

And chlorine, carbon, cobalt, copper, tungsten, tin, and sodium.

These are the only ones of which the news has come to Harvard,

And there may be many others, but they haven't been discovered.

## Nella cultura di massa
- Nell'episodio Ex-File della quinta stagione di NCIS, Timothy McGee e Abby Sciuto canticchiano la canzone, che sarà un indizio chiave nel loro caso;[3]
- Nell'episodio della terza stagione di The Big Bang Theory, L'alternativa ai pantaloni, Sheldon Cooper ubriaco la canta mentre ritira un premio all'università;[4]
- L'attore Daniel Radcliffe ha cantato The Elements al Graham Norton Show nel 2010.[5]

Negli anni sono state effettuate anche alcune cover di questa canzone:
- Il rapper canadese Jesse Dangerously, nel suo album intitolato How to Express Your Dissenting Political Viewpoint Through Origamila, vi è conetuta la canzone Tom Lehrer's The Elements;[6]
- Il gruppo Gas House Gang ha inserito questa canzone nel loro primo album.[7]